# Chrysomya polymita
Chrysomya polymita är en tvåvingeart som beskrevs av Villeneuve 1914. Chrysomya polymita ingår i släktet Chrysomya och familjen spyflugor. Inga underarter finns listade i Catalogue of Life.